# 西黄村站 (铁路)
西黄村站是北京市内京门铁路上的一座四等货运站。车站位于石景山区西黄村南侧，北方工业大学北门北侧。东至五路站7公里，西至三家店站9公里，因地得名。1991年属于北京分局三家店站车务段管辖。
1991年站区长150米，有正线和到发线各一条，货物线两条；站内建筑约200平方米，有运输室、货运室等。车站原先办理客运业务，站内拥有铁路站牌和火车售票点。2008年京门小票停运后撤除铁路售票点。站牌现已无存。受2018年五路站拆除影响，现在西黄村站仅办理少量货运油罐列车到发业务和极少量小运转货运业务，一个月内也少有工作。
站务东南侧曾有有解放军军用建材厂，2005年修建军科院小区时拆除。站区东侧约200米有西井道口（俗名苹果园南路道口），再往西300米有一个居民通行道口。站场正线南侧有并行的古城车辆段联络线，现已经废弃。西黄村站站房北侧和原运输室货运室由于京门铁路五西段（五路-西直门）拆除后运输量减少剪裁车务工人，已经变成车务工人家属的大杂院。
西黄村站于1907年建站。